# Calypso Phot
Calypso és una càmera subaquàtica de 35 mm, autocontinguda i autònoma que va ser concebuda per l'explorador marí Jacques Cousteau (1910-1917), dissenyada per Jean Wouters i fabricada per Atoms a França. Va ser distribuïda per La Spirotechnique a París des de 1960. La càmera funciona a 200 peus o 60 metres sota el nivell del mar i el nom que usava en algunes ocasions era el de "Calypso Phot". Finalment, Nikon es va fer amb la patent del producte en 1963 i li va canviar el nom a Nikonos, de les quals va fer una sèrie de càmeres subaquàtiques.
Jean Wouters va ser membre de la tripulació de Cousteau durant el viatge inaugural del RV Calypso; després de discutir idees per a una càmera capaç d'utilitzar-se sota l'aigua, Wouters va dissenyar i construir un prototip el 1957, que va anomenar Spiro.
Per tal d'arribar a un mercat més gran, el disseny es va vendre a Nikon al Japó, i el 1963 es va llançar com a Nikonos, el resultat va ser la creació d'una sèrie de càmeres submarines de llarga durada, que va culminar amb la introducció de la Nikonos RS de 35 mm, de curta durada el 1992.

## Components
Calypso funciona de la mateixa manera tant en aigua com en aire.

### Carcassa
El cos està recobert d'una pell de foca d'imitació grisa. La càmera té tres components bàsics: el mecanisme intern, una carcassa exterior i la lent intercanviable
El cos de la càmera es compon de dues parts d'aliatge d'esmalt negre; la peça que té totes les parts internes es baixa cap a la carcassa exterior i es fixen entre si per poder posar la lent intercanviable, tot aquest procés per poder usar-se com una càmera subaquàtica. Disposa de corretja de transport que es pot doblegar o fer servir com a palanques d'obertura per poder enganxar-se.

### Mecanisme
La part del mecanisme intern que sobresurt per sobre de la carcassa exterior conté el visor òptic integrat per a la lent estàndard de 35 mm, el selector de velocitat d'obturació, els botons de rebobinat, el mecanisme de bobinatge, l'obturador, i una sabata d'accessoris per a visors separats per adaptar-se a diversos visors.

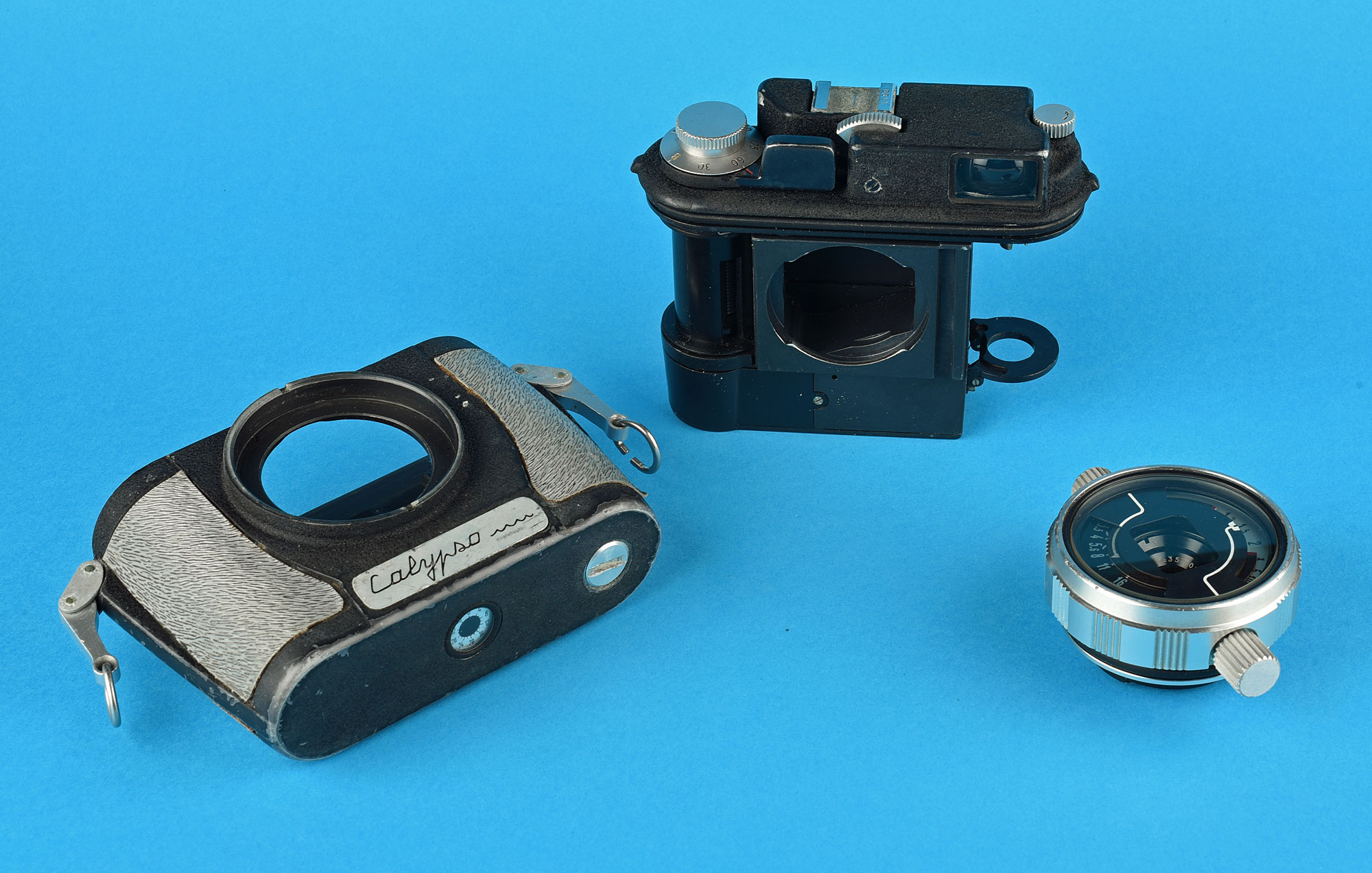
D'esquerra a dreta: El cos de la càmera, la caputxa amb els mecanismes i l'objectiu.

A la base de la càmera, hi ha un connector especial de sincronització de flaix, el qual està protegit per un endoll d'alumini que es pot treure amb una moneda i està segellat per una junta tòrica. A més, el comptador de fotos de restabliment automàtic es troba a la base, visible darrere d'una finestra de vidre. No incorpora cap rosca de trípode.
La característica més inusual és la palanca combinada d'obertura i tancament. Es mou cap endavant 65 graus i és operat pel dit índex. Aquesta palanca és la que permet deixar passar la llum a través de l'obturador i que es quedi gravada la imatge en la pel·lícula. El seu funcionament es basa en obrir la palanca per deixar passar la llum per l'obturador i tancar-la (en el moment desitjat) per finalitzar el procés i enrotllar la pel·lícula.
Un petit botó de rebobinat a la part superior esquerra s'estén per facilitar l'accés i per enganxar el mecanisme de transport de la pel·lícula.
Una funció que va ser agregada a la Nikonos va ser el no requisit de cap mecanisme d'alliberació.
A l'interior de la càmera, el rodet de pel·lícula s'enganxa a la forquilla de rebobinat a la part superior i es manté al seu lloc mitjançant un anell de retenció articulat a la part inferior. La pel·lícula passa per sota de la placa de pressió en el seu camí cap a la bobina de pressa.

### Objectius

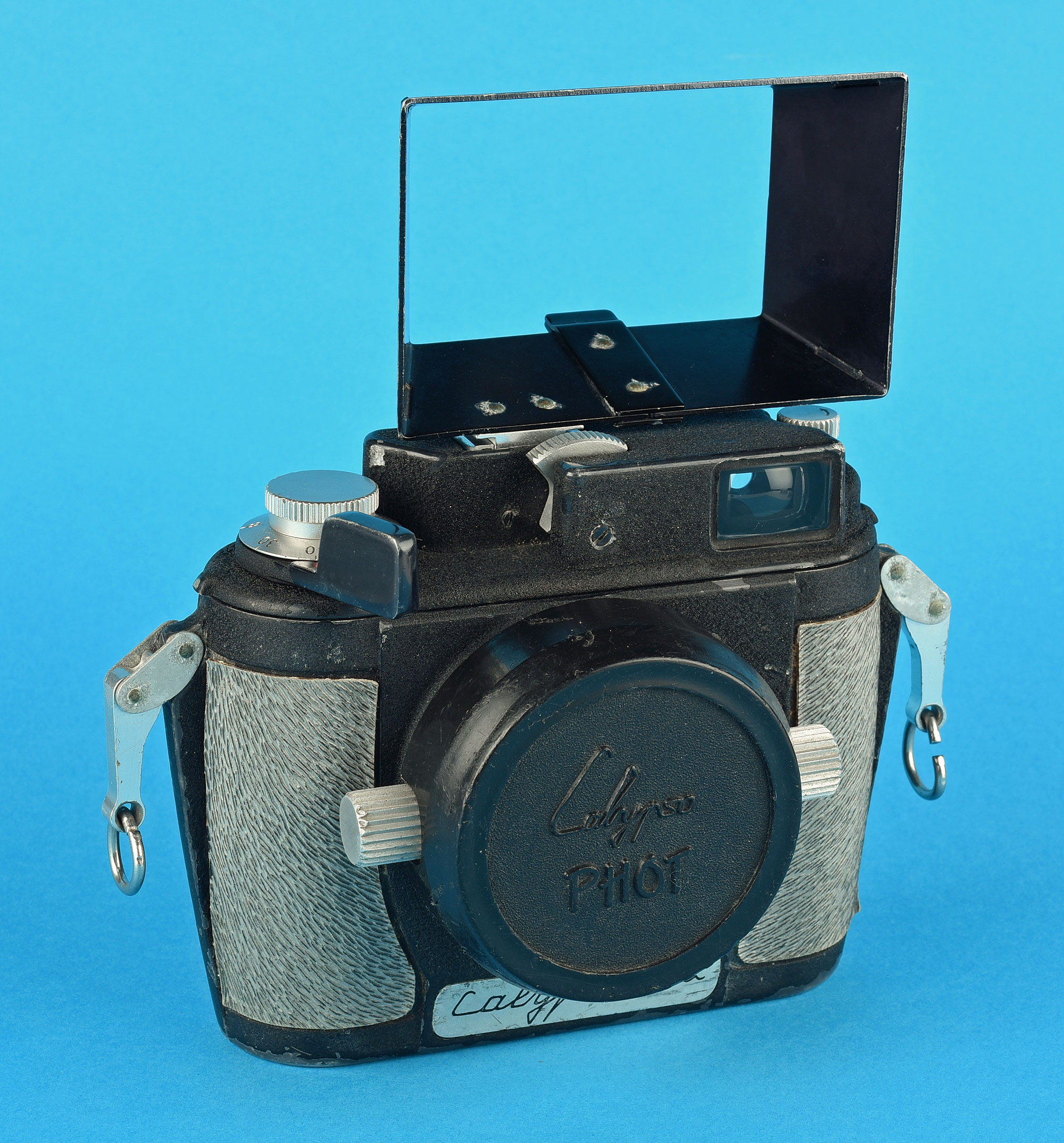
Calypso amb el visor submarí per l'objectiu de 35mm

La muntura dels objectius Calypso és una variant de la baioneta amb un segellat de junta tòrica. La lent es bloqueja al seu lloc quan dos pins s'enganxen a les ranures corresponents a la perifèria de la muntura. La lent s'allibera tirant primer la lent lluny del cos i després fent un quart de volta en qualsevol direcció.
Les lents originals s'enumeren a continuació;  No obstant això, posteriorment les lents Nikonos LW-, W- i UW-Nikkor van utilitzar la mateixa muntura de baioneta i són compatibles:
- SOM Berthiot 1: 3.3 f = 28
- SOM Berthiot 1: 3.5 f = 35
- Angénieux 1: 2.8 f = 45mm
- SOM BERETHIOT 1: 3.5 f = 35 mm (aquesta és usada tant sota l'aigua com en l'aire).[10]

SOM és l'acrònim de Société d'Optique et de Mecanique de Haute Précision, que fabricava lents amb la marca SOM-Berthiot per a càmeres de fotos i de cinema.

## Dades extres
L'obturador vertical del pla focal de la placa metàl·lica del Calypso original tenia velocitats d'1/30 a 1/1000 segons, però un any més tard, es va canviar a fi que pogués realitzar fotografies d'1/15 fins a 1/500 segons.